# Gualterio Looser

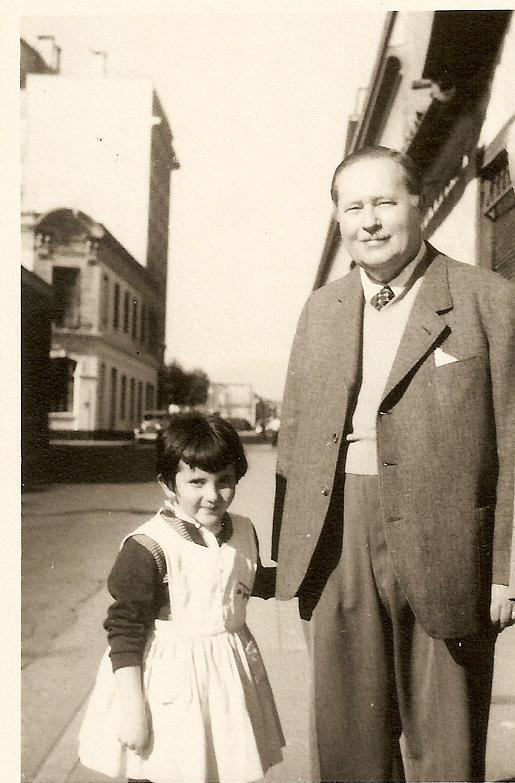
Gualterio Looser

Gualterio Looser (Santiago, 4 de setembro de 1898 — 22 de julho de 1982) foi um botânico chileno, filho de suíços.
O nome de Looser foi imortalizado no Género Looseria.

## Epônimos
Outros botânicos também homenagearam a Looser con epítetos específicos:
- Sergei Mikhailovich Bukasov -  Solanum looseri (=S. etuberosum Lindl.)
- Ángel Lulio Cabrera  - Nassauvia looseri (Asteraceae)
- Harold Norman Moldenke   - Aloysia looseri (Verbenaceae)
- Karl Suessenguth  - Amaranthus looseri (Amaranthaceae)
- Ivan Murray Johnston  - Astragalus looseri (Fabaceae)
- Benkt Sparre  - Tropaeolum looseri (Tropaeolaceae)

## Publicações
- 1934. Geografía Botánica de Chile Tradução de Karl F. Reiche “Grundzüge der Pflanzenverbreitung in Chile“
- 1928 Botánica miscelánea. Revista Univ. (Santiago) 13, 523
- 1935 Smith L.B. & Looser G. Las especies chilenas del género Puya. Rev. Univ. (Santiago) 20, 241-279.
- 1948 The ferns of southern Chile. Amer. Fern J. 38, 33-44
- 1955 Los helechos (Pteridófitos) de Chile central. Moliniana 1, 5-95
- 1973 El botánico chileno Eberhard Kausel. Bol. Soc. Argent. Bot. 15, 137